# Begonia quadrialata
Begonia quadrialata é uma espécie de Begonia.

## Sinônimos
- Begonia calabarica Stapf
- Begonia modica Stapf
- Begonia poikilantha Gilg ex Engl. [inválido]
- Begonia whytei Stapf